# Галерея Краковська
Галерея Краковська (пол. Galeria Krakowska) — торговий та офісний центр у Кракові (Польща), розташований на західному боці центрального залізничного вокзалу, з яким з'єднаний підземним тунелем. У галереї також є готель Andel's. Щороку Галерею Краковську відвідують від 34,9 млн. (у 2009 році) до 39,5 млн. відвідувачів (у 2012).
Галерея Краковська є однією з декількох будівель, частиною проекту Нове місто. Будівництво почалося 12 жовтня 2004, відкриття відбулось 28 вересня 2006. На відкритті торгового центру були присутніми 53 тис. відвідувачів.

## Технічні дані
- Інвестор: ECE Projektmanagement
- Комерційна площа: 60 000 м²
- Початок будівництва: 12 жовтня 2004
- Відкриття торгового центру: 28 вересня 2006

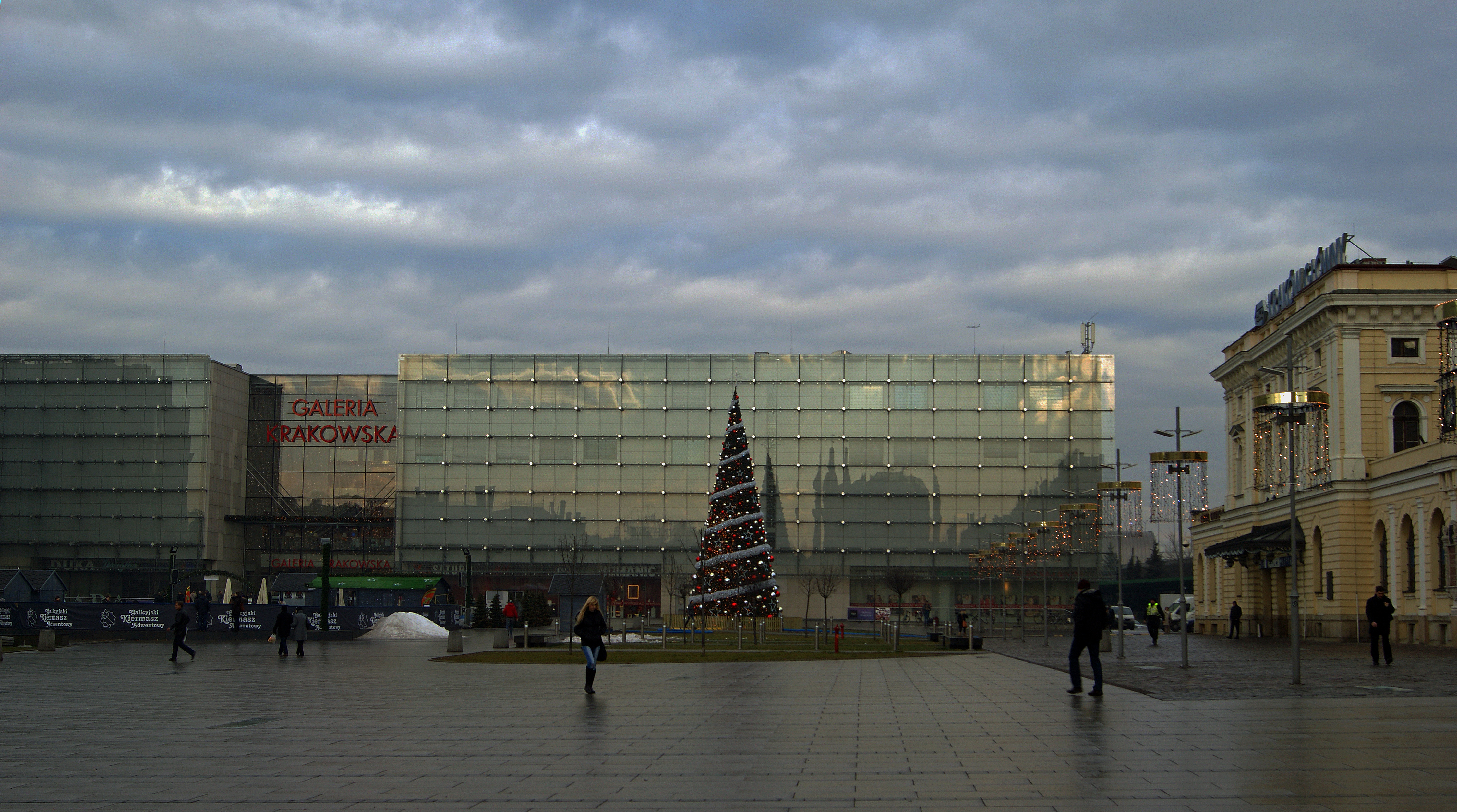
Торговий центр Galeria Krakowska